# Lupa-sziget
A Lupa-sziget üdülősziget a Szentendrei-Dunaágban. Közigazgatásilag Budakalászhoz tartozik.

## Leírása

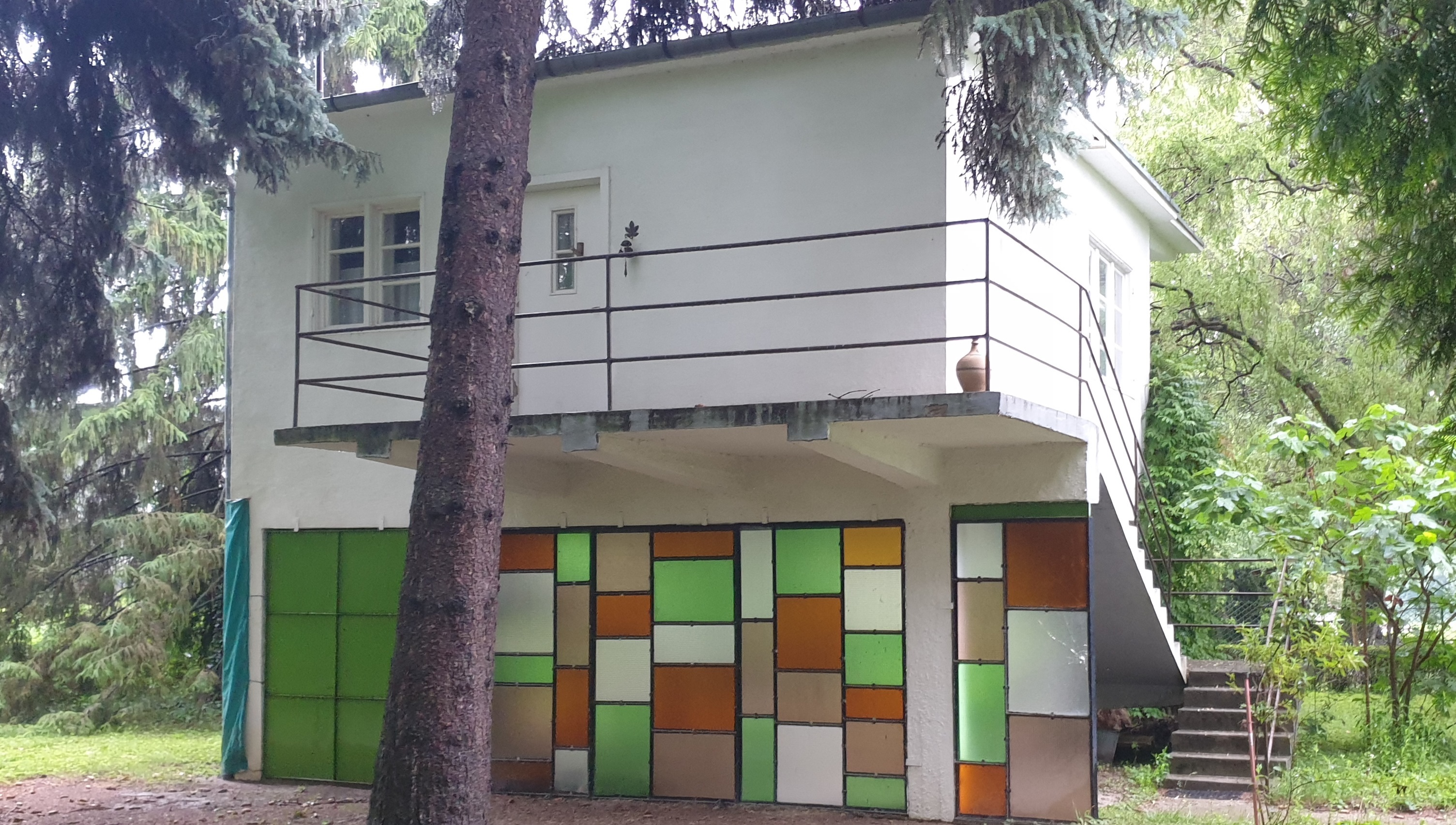
Jellegzetes Bauhaus-stílusú nyaraló

A Szentendrei-Duna két lakott szigete közül ez a délebbi (a másik a szentendrei Pap-sziget). A Szentendrei-sziget déli nyúlványa mellett fekszik, Budapest közigazgatási határától 1 kilométerre északra. Hossza kb. 800, legnagyobb szélessége hozzávetőlegesen 200 méter. Területe, amely meghaladja a 10 hektárt, a hordaléklerakódás és feliszapolódás miatt folyamatosan nő. Híd nem vezet a szigetre, csak vízi járművel közelíthető meg. Rendszeres átkelést a budakalászi partról átjáró személykomp biztosít.

## Története
Nevét Luppa Péter pomázi földbirtokosról kapta, de valami oknál fogva az egy p-vel írt – hibás – névalak vált hivatalossá. A Duna szabályozása előtt több sziget is volt a környékén, melyek közül a Mereszgyán-, Morosgyán-, Mizsdján-, Mrzselan-, Merzsán-,  Merzán-, Petkó- és Mészáros-sziget elnevezés vélhetően mind erre a szigetre vonatkozott és talán az egykori birtokosaira utalt. A folyamszabályozást követően rögzült a sziget mai helye és nagyjából a formája is. Az addig részben erdős, részben legelőnek használt és többnyire lakatlan szigetet 1932-ben a HELVETIA Építő és Ingatlan Rt. megvásárolta, közművesítette és felparcellázta. A telkeket úgy alakították ki, hogy lehetőleg mindegyiknek legyen saját partszakasza vagy legalább lejárója a folyóhoz. Az így létrehozott üdülőszigeten számos nyaraló épült. Mivel ugyanez a cég létesítette Budán a Napraforgó utcai kísérleti lakótelepet, az itteni nyaralók is egységes Bauhaus-stílusban épültek. Közülük többet a kor neves építésze, Kozma Lajos tervezett, a Platán sor 8. alatti nyaralót – a korszak és a stílus egyik ikonikus épületét – egyenesen saját magának. Rajta kívül Forbát Alfréd, Körner József, Farkas Endre és György műépítészek is terveztek ide üdülőházakat, jóval később pedig, a 80-as, 90-es években Dévényi Tamás építész folytatta a bauhausiánus hagyományt. A hullámtérben lévő szigetet a nagyobb árvizek – kb. 600 cm-es budapesti vízállás felett – elöntik, ezért az épületek többsége vasbetonlábakon áll. Az 1944/45 telén pusztító dunai jégár öt víkendházat elmosott. A háború után hajóállomás épült és bekötötték a szigetet a fővárosi telefonhálózatba. Az ötvenes évek elején a nyaralóházakat államosították és vállalatok, szakszervezetek kezelésébe adták, de mivel a sziget tömegüdültetésre alkalmatlannak bizonyult, a tulajdonosok sorra visszakapták ingatlanjaikat. A hatvanas években újabb nyaralóépítési hullám zajlott; megjelentek a minimalista modernizmust folytató, de már típusterv alapján készülő „Tátika” nyaralók, épült két társasüdülő, valamint egy vendéglátóegységként funkcionáló nagyobb épület a sziget közepén: Sanyi bácsi büféje, egyben kocsma és vegyesbolt, melyet az örökösök a mai napig korhű módon üzemeltetnek. Lupa-sziget egységes építészeti arculata ma formálisan védettséget élvez, ennek ellenére néhány nyaralót az eredetitől eltérő stílusban alakítottak át vagy renováltak, és újabban felépült néhány oda nem illő ház. A sziget kőlapokkal burkolt főutcáját hatalmas fákból álló kettős platánsor szegélyezi, melyet még a parcellázáskor ültettek, a harmincas években. Régen víztorony, teniszpálya, játszótér, cukrászda és kápolna is volt a szigeten.
2007-ben a szigethez túl közel, a déli csúcsától alig 200 méterre vezették át a Dunán az M0-s autóút hídját (Megyeri híd), amely brutálisan belerondított a táj és a sziget harmonikus összképébe, tönkretette az idillt, állandó zajával pedig folyamatosan zavarja az itt nyaralók nyugalmát.

### Híres nyaralótulajdonosok
A szigetet a harmincas években a tehetős réteg tagjai vették birtokukba. A nyaralótulajdonosok között volt gyáros, ügyvéd, bankár, katonatiszt, országgyűlési képviselő, operaénekes, színész, építész, festőművész, orvos, sportoló. Néhány ismert név azok közül, akik rendszeresen itt töltötték a nyarakat, saját üdülőházukban: Molnár C. Pál, Soros György családja, Hatvany Lajos, Walter Rózsi, Páger Antal, Bacsó Péter, Margitai Ági, Tatai Tibor, Schmitt Pál. A sziget ma is kedvelt pihenőhely a képviselők, újságírók, művészek, sportolók körében.

## Megközelítése
Budakalász felől egész évben révátkelés biztosított. A révkikötő a 11-es főút és az 1111-es út különszintű csomópontjától érhető el, a 11 118-as számú mellékúton (Luppaszigeti út). A kikötőnél a parkolási lehetőségek korlátozottak és rendezetlenek.

## Kulturális vonatkozásai
A régi, zöld színű („Petőfis”) tízforintos bankjegy hátoldalán Jankó János Folyóparti táj című képének reprodukciója látható. Az 1860-ban készült festményen balról, a háttérben állítólag a Lupa-sziget látszik, jobbról a Szentendrei-sziget, az előterében pedig az Egyfás-sziget két fája, bukolikus jelenettel.
Filmforgatás is zajlott a Lupán, például Bacsó Péter Nyáron egyszerű című filmjének több jelenetét itt vették fel 1963-ban.